# Portrait d'Antoine-Laurent Lavoisier et de sa femme
Le Portrait d'Antoine Lavoisier et de sa femme est un tableau peint par Jacques-Louis David en 1788. Il représente le chimiste Antoine Lavoisier et Marie-Anne Pierrette Paulze, son épouse et collaboratrice. Célébrée comme une des représentations les plus iconiques de la science par les monde des Arts, l'œuvre est décrite par le Metropolitan Museum of Art comme le meilleur portrait néoclassique au monde.

## Historique de l'œuvre
Le tableau est commandé à David par Marie-Anne Pierrette Paulze, qui a suivi des cours particuliers avec l'artiste, et payé le 16 décembre 1788, au prix de 7 000 livres tournois. L'analyse spectroscopique du tableau a révélé, sous la version définitive, une première version dans laquelle Madame Lavoisier est coiffée d'un imposant chapeau à la Tarare, à rubans et fleurs,. L'accessoire de mode ayant connu un fort succès à l'automne 1787, il est probable que le travail du peintre a commencé cette même année. Achevé à temps pour le Salon de 1789, il n'y est cependant pas présenté à la demande de Lavoisier, inquiet des réactions après être devenu particulièrement impopulaire par sa gestion des stocks de poudre à canon de l'Arsenal à la suite de la prise de la Bastille,.
En 1836, année du décès de Marie-Anne, le Portrait est légué à sa petite-nièce. Le tableau reste dans la collection de la comtesse de Chazelles et de ses descendants, au château de la Canière près de Thuret (Puy-de-Dôme), jusqu'en 1924. Il est alors acheté par Wildenstein puis revendu, pour 160 000 dollars en 1925, à John Davison Rockefeller qui le donne en 1927 à l'Institut Rockefeller pour la recherche médicale. En 1977, les  époux Wrightsman, déjà connus pour leurs activités de collectionneurs et de mécènes, acquièrent l'œuvre pour une somme probablement inférieure à 4 millions de dollars et en font don au Metropolitan Museum of Art de New York. Le tableau est décrit par le Met comme « le meilleur portrait néoclassique au monde ».

## Description de l'œuvre
Le tableau est un double portrait remarquable par ses grandes dimensions (259,7 cm sur 196 cm), traditionnellement réservées aux représentations des personnes royales plutôt qu'aristocratiques. Il montre le couple dans le bureau du chimiste, probablement à l'hôtel du Grand Arsenal à Paris.
Sur un arrière-plan constitué d'une portion d'un mur en faux marbre orné de trois pilastres de style antique et d'un sol en parquet, au centre de la composition, le couple fait face au spectateur.
Se tenant debout, Marie-Anne Pierrette Paulze, le corps de profil, la tête de trois-quarts et coiffée d'une perruque blanche bouclée, regarde le spectateur. Elle est habillée à la mode de la fin du XVIIIe siècle d'une robe en mousseline blanche à col en dentelle, ornée d'une ceinture de tissu bleu ; elle s'appuie sur l'épaule de son époux et sa main droite est posée sur le rebord de la table. Sa posture en fait apparemment le personnage dominant de l'œuvre : « Pour Lavoisier, soumis à vos lois / Vous remplissez les deux emplois / Et de muse et de secrétaire » (vers de Jean-François Ducis), mais la division demeure sensible entre l'homme au cœur de l'activité scientifique et la femme chargée du compte-rendu et du rôle relationnel qu'elle tient par son salon à l'Arsenal, la maintenant ainsi dans la représentation ambivalente qui la caractérise de son vivant.
Antoine Lavoisier est assis à ses côtés, il est habillé d'un costume noir (veste, culotte française, bas et chaussure à boucle), les manches de la chemise et le foulard sont les seuls éléments d'habillement blancs. Son visage est tourné de trois-quarts vers son épouse et il lève les yeux vers celle-ci. Il porte une perruque poudrée, son bras gauche est accoudé sur la table, de sa main droite il écrit sur une feuille de papier avec une plume d'oie. On voit sa jambe droite étendue en avant, dépasser de la table.
La table est recouverte d'une nappe de tissu rouge écarlate ; dessus sont posés plusieurs feuilles de papier, un coffret, un encrier avec deux plumes d'oie, et trois instruments de chimie : un baromètre, un gazomètre, une cuve à eau, ainsi qu'un ballon de verre et un robinet d'arrêt sur le sol près de la nappe ; ces instruments servaient à Lavoisier pour ses études sur les gaz et l'eau.
À l'extrême gauche du tableau, on aperçoit un fauteuil sur lequel sont posés une pièce de tissu noir et un carton à dessin avec des feuilles qui dépassent ; ce carton rappelle que la femme de Lavoisier réalise les dessins des expériences de son mari et qu'elle est une ancienne élève du peintre David. Le tableau est signé, en bas à gauche : L DAVID, PARISIIS ANNO, 1788.

## Analyse et interprétation: d'un sens à l'autre dans une époque mouvementée

### L'esprit des Lumières
Par son esthétique néoclassique, le tableau fait le choix de la raison, du stoïcisme et de la morale qui sont en faveur à la fin du XVIIIe siècle. À l'arrière-plan, le décor est simple : le mur est orné de plusieurs pilastres qui donnent une impression de verticalité et rappellent ce que le style néoclassique doit au monde romain. La lumière vient du coin en haut à gauche et éclaire la robe blanche de madame Lavoisier. Parmi les lignes directrices figure celle qui part du coin en bas à droite et qui traverse le tableau en oblique, en passant par le pli et le bras de madame Lavoisier.
Le tableau est aussi représentatif de l'esprit des Lumières en ce qu'il montre un couple moderne dans lequel la femme est debout alors que le mari est assis. Les instruments de mesure mettent en avant le Lavoisier scientifique éminent qui fit progresser les connaissances en chimie et en physique. Le carton à dessin figuré à gauche du tableau rappelle clairement le rôle de madame Lavoisier dans la diffusion des travaux de son époux. L'œuvre renvoie ainsi l'image, peut-être construite pour susciter la sympathie à l'aube de la Révolution, d'un Lavoisier penseur vertueux ancré dans la rationalité, l'époux n'oubliant pas de manifester respect et affection pour son épouse dont ni la présence, ni les réalisations ne sont ignorées.

### Deux versions, deux messages
En 2021, des analyses spectroscopiques ont cependant mis en évidence, cachée sous la version définitive, une version initiale du tableau différant profondément, sur le fond comme sur la forme, du rendu final. La première version de l'œuvre ne change pas la position des personnages, mais elle offre au regard un couple de l'élite aristocratique aisé et mondain, affichant une réussite matérielle issue de la fonction de fermier général de Lavoisier,. Son statut est souligné par des emprunts à la mode la plus luxueuse de l'époque, soit pour Madame Lavoisier des bijoux et un large chapeau de type Tarare orné de rubans, plumes et fleurs, et pour son époux un manteau rouge tombant au sol depuis son épaule gauche. Aucune référence scientifique n'est visible bien qu'un globe terrestre, posé sur un bureau découvert richement orné de bronze, équilibre la scène. Les cartons à dessin ne sont pas encore présents. En arrière-plan, un élément de bibliothèque accueille des livres.
C'est pour la version connue aujourd'hui que les attributs vestimentaires sont ensuite modifiés (le chapeau disparaît en même temps que Lavoisier est doté d'un vêtement sombre et sobre) et que l'instrumentation scientifique est ajoutée, réinventant profondément le sens de l'œuvre autour des valeurs de progrès et de connaissance et estompant l'opulence de la scène. Une nappe rouge recouvre également le bureau, ne laissant plus apparaître qu'une jambe, redessinée, du chimiste et offrant au ballon de verre un arrière-plan neutre et valorisant. La bibliothèque laisse place à un mur nu, fond dépouillé qui ne retient plus l'œil. Le carton de madame Lavoisier apparaît.
Décrite comme une démonstration de l'excellence technique de David,, cette refonte témoigne aussi de l'évolution rapide des valeurs et enjeux dans la période prérévolutionnaire où le tableau a été créé et où les classes les plus aisées de la sphère socio-économique devenaient objet d'hostilité. Les différentes versions peuvent cependant se prêter à de multiples interprétations, et il reste difficile de savoir exactement pourquoi et qui, du peintre ou du couple, a dirigé ces modifications, entre célébration d'un monde nouveau et crainte d'être associé à l'ancien,,.